# Ana Teresa Casas
Ana Teresa Casas, née le 8 novembre 1991 est une coureuse cycliste mexicaine, membre de l'équipe Swapit Agolico. Active sur route et sur piste, elle est 
champion du Mexique sur route en 2014 et médaillée en poursuite par équipes aux championnats panaméricains et aux Jeux d'Amérique centrale et des Caraïbes de 2018.

## Palmarès sur route
- 2010
  - 2e du championnat du Mexique sur route
- 2011
  - 2e étape du Tour du Guatemala
  - 2e du championnat du Mexique sur route
- 2012
  - 2e du championnat du Mexique du contre-la-montre
  - 9e du championnat panaméricain du contre-la-montre
  - 10e du championnat panaméricain sur route
- 2013
  - 2e du championnat du Mexique sur route
  - 3e du championnat du Mexique du contre-la-montre
  - 6e du championnat panaméricain sur route
- 2014
  -  Champion du Mexique sur route
  - 2e du championnat du Mexique du contre-la-montre
- 2015
  - 2e étape du Tour du Costa Rica
  - Intelligentsia Cup
  - 3e du Tour du Costa Rica
  - 3e du championnat du Mexique du contre-la-montre

## Palmarès sur piste

### Championnats panaméricains
- 2018
  -  Médaillé d'argent de la poursuite par équipes

### Jeux d'Amérique centrale et des Caraïbes
- 2018
  -  Médaillé de bronze de la poursuite par équipes

### Championnats du Mexique
- 2018
  -  Championne du Mexique de poursuite par équipes (avec Sofía Arreola, Jessica Bonilla et Lizbeth Salazar)